# Elecciones seccionales de Ecuador de 2009
Las Elecciones seccionales de Ecuador de 2009 se realizaron el 26 de abril de 2009 para designar: 23 Prefectos y Viceprefectos, 221 Alcaldes municipales, 1039 Concejales Urbanos, 542 Concejales Rurales y 3970 miembros de Juntas Parroquiales. En la única provincia donde no se realizaron los comicios a Prefecto fue en las Galápagos que goza de régimen especial. En esta ocasión. también se eligieron las dignidades del binomio presidencial, asamblea nacional y parlamento andino. 

## Resultados

### Prefecturas
| Partido político                                  | Resultados 2004 | Resultados 2009 | + / - |
| ------------------------------------------------- | --------------- | --------------- | ----- |
| Movimiento Alianza PAIS, Patria Altiva I Soberana | 0               | 9               | +9    |
| Movimiento de Unidad Plurinacional Pachakutik     | 3               | 4               | +1    |
| Partido Sociedad Patriótica 21 de Enero           | 0               | 3               | +3    |
| Movimiento Popular Democrático                    | 2               | 1               | -1    |
| Izquierda Democrática                             | 4               | 1               | -3    |
| Partido Social Cristiano                          | 5               | 0               | -5    |
| Unión Demócrata Cristiana                         | 3               | 0               | -3    |
| Partido Roldosista Ecuatoriano                    | 2               | 0               | -2    |
| Partido Renovador Institucional Acción Nacional   | 1               | 0               | -1    |
| Otros movimientos provinciales/cantonales         | 3               | 5               | +2    |
| Total                                             | 22              | 23              | +1    |

Fuente: 

### Alcaldías
| Partido político                                  | Resultados 2004 | Resultados 2009 | + / - |
| ------------------------------------------------- | --------------- | --------------- | ----- |
| Movimiento Alianza PAIS, Patria Altiva I Soberana | 0               | 72              | +72   |
| Partido Sociedad Patriótica 21 de Enero           | 24              | 30              | +6    |
| Movimiento de Unidad Plurinacional Pachakutik     | 20              | 26              | +6    |
| Movimiento Popular Democrático                    | 9               | 10              | +1    |
| Partido Social Cristiano                          | 63              | 9               | -54   |
| Partido Roldosista Ecuatoriano                    | 27              | 8               | -19   |
| Izquierda Democrática                             | 19              | 3               | -16   |
| Partido Socialista-Frente Amplio                  | 3               | 3               | 0     |
| Partido Renovador Institucional Acción Nacional   | 19              | 1               | -18   |
| Red Ética y Democracia                            | 0               | 1               | +1    |
| Una Nueva Opción                                  | 0               | 1               | +1    |
| Unión Demócrata Cristiana                         | 15              | 1               | -14   |
| Otros movimientos provinciales/cantonales         | 20              | 56              | +36   |
| Total                                             | 219             | 221             | +3    |

Fuente: 

#### Elecciones municipales por cantón
- Elecciones del Distrito Metropolitano de Quito de 2009
- Elecciones municipales de Guayaquil de 2009
- Elecciones municipales de Cuenca de 2009